# Alessandro Barbano
Alessandro Barbano (Lecce, 26 luglio 1961) è un giornalista e saggista italiano.
Ha diretto, dal 3 maggio 2024 al 3 giugno 2024,  il quotidiano romano Il Messaggero (di cui è stato per cinque anni vicedirettore), e il quotidiano Il Mattino di Napoli dal 10 dicembre 2012 al 2 giugno 2018.

## Biografia
Laureato in Giurisprudenza all'Università di Bologna, giornalista professionista dal 1984, ha alle spalle quasi quarant'anni di giornalismo in testate nazionali e locali. Il suo percorso professionale inizia alla fine degli anni '70 al Quotidiano di Lecce, e da qui a La Gazzetta del Mezzogiorno, a La Gazzetta dello Sport, dove dal 1989 è capo dell'edizione Campania, a Il Mattino, dove lo chiama nel 1993 Sergio Zavoli con l'incarico di vicecaporedattore, poi di nuovo al Quotidiano di Lecce-Nuovo Quotidiano di Puglia, dove è per sei anni, dal 1994 al 1999, vicedirettore, infine a Il Messaggero, dove in tredici anni è capo dell'edizione Marche, capocronista a Roma, responsabile delle edizioni regionali, capo del servizio Interni e da gennaio 2008 vicedirettore, fino alla nomina a direttore de Il Mattino.
La nascita del governo gialloverde ha segnato la fine della sua esperienza a Il Mattino, conclusasi con l’istituzione di un premio letterario intitolato alla memoria della fondatrice Matilde Serao. È poi divenuto editorialista di Huffington Post e de Il Foglio e curatore della rassegna stampa di Radio radicale, Stampa e Regime.
Ha insegnato teoria e tecnica del linguaggio giornalistico, organizzazione del lavoro redazionale, sociologia delle comunicazioni di massa, retorica, linguaggi e stili del giornalismo, giornalismo politico ed economico all'Università La Sapienza di Roma, all'Università del Molise, alla Link Campus University e all’Università Suor Orsola Benincasa.
L'8 e 9 aprile 2022 ha partecipato come relatore al convegno dal titolo "Scienza e conoscenza" organizzato  dal Grande Oriente d'Italia al Palacongressi di Rimini.
Nel marzo del 2024 diventa direttore de Il Riformista.
Dal 3 maggio 2024 al 3 giugno 2024 ha diretto il quotidiano romano  Il Messaggero.
Dal 17 febbraio 2025 è direttore editoriale della testata L'Altravoce Il Quotidiano

## Saggistica
È autore di saggi dedicati a temi di carattere politico e sociale: La Visione (Mondadori 2020), Le dieci bugie (Mondadori 2019), Troppi diritti (Mondadori 2018), Dove andremo a finire (Einaudi 2011), Degenerazioni: droga, padri e figli nell’Italia che cambia (Rubbettino 2007). Al giornalismo ha dedicato Professionisti del dubbio (Lupetti-Manni editore 1997), L'Italia dei giornali fotocopia (Franco Angeli 2003), e Manuale di giornalismo (Laterza 2012), scritto in collaborazione con Vincenzo Sassu, nel quale esamina quasi tutti gli aspetti di maggior controversia e di sfida alla professione giornalistica contemporanea, con particolare attenzione ai social media e al citizen journalism, anche in chiave comparativa fra la situazione italiana e gli altri Paesi del mondo.

## Premi e riconoscimenti
È presidente della Fondazione Campania dei Festival

## Opere
- Professionisti del dubbio. Percorso per un nuovo giornalismo, Fausto Lupetti Editore, Bologna, 1998, 978-8887058260.
- L'Italia dei giornali fotocopia. Viaggio nella crisi di una professione, FrancoAngeli, Milano, 2003, 978-8846451163.
- Degenerazioni. Droga, padri e figli nell'Italia di oggi, Rubbettino Editore, Soveria Mannelli, 2008, 978-8849820294.
- Manuale di giornalismo, in collaborazione con Vincenzo Sassu, Editori Laterza, Roma, 2012, ISBN 978-8842098980.
- Troppi diritti. L'Italia tradita dalla libertà, Arnoldo Mondadori Editore, Segrate, 2018, ISBN 978-8804688891.
- Le dieci bugie. Buoni ragioni per combattere il populismo, Mondadori, Segrate, 2019, ISBN 978-8804711285.
- La visione: una proposta politica per cambiare l'Italia, Mondadori, Segrate, 2020, ISBN 978-8804731276.
- L'inganno. Antimafia. Usi e soprusi dei professionisti del bene, Marsilio, Venezia, 2022, ISBN 978-8829714995

## Prefazioni
- Matilde Serao: 'a signora, di Nadia Verdile, 2017.